# Kenema (Kanima)
U seriji Teen Wolf (eng. prev. Mladi vukodlak), Kenema (engl. Kanima) je menjač oblika (eng. shapeshifter) sa karakteristikama zmije i guštera. Međutim, kenema nije prirodna vrsta. Transformacija u kenemu predstavlja mutaciju gena menjača oblika.

## Karakteristike Keneme
Jedina svrha ovog bića je da bude instrument osvete. Ona traži gospodara koji želi da se osveti drugima. Osoba koja postane gospodar koristi ovog menjača oblika kako bi ubio ljude koji su za njega ubice.

### Fizičke osobine
Kenema je veličine prosečne muške osobe, prekrivena krljuštima, žutih očiju sa prorezima i ima mogućnost da se kreće po zidovima kao neke vrste guštera. Ima dugačak rep i velike kandže u kojima se nalazi otrov koji paralizuje žrtve satima. Imaju sposobnost brzog oporavka, tj. zaceljivanja, i mogu primiti nekoliko metaka i preživeti.

## Transformacija i sposobnosti
Kenema nastaje nepotpunom mutacijom vukodlaka. U seriji se u ovom slučaju koristi izreka "Ponekad oblik koji uzmeš reflektuje tebe kao osobu koja zaista jesi."
Menjač oblika će se pretvoriti u kanemu ukoliko ima nedostatak ličnog identiteta, odnosno ako su nesigurne osobe. Kao rezultat toga, kenema ne zna ko je i šta je, zbunjen je svojim odrazom u ogledalu sve do samog kraja. Do tada traži gospodara koji će njime upravljati i za koga će ispunjavati obaveze kada su u pitanju život i smrt. U seriji, lik Džeksona uzima oblik keneme nakon ujeda vukodlaka. On ima mentalnih problema i potrebu da ga ljudi prihvate i da budu ponosni na njega bez obzira na sve, on je agresivne prirode i njegova osećanja u smeru usvajanja i činjenice da je siroče su još više uticala na njegov mentalni stav. Zbog tih činjenica umesto da postane Beta vukodlak nakon ujeda, postao je kenema. 

## Gospodar keneme
Gospodar keneme je biće koje kontroliše i koristi menjača oblika kako bi on izneo njegovu osvetu. Gospodar će iskoristiti menjača oblika za njegovo nadmetanje, i bez pitanja i odupiranja ubijati one koje gospodar želi mrtve. U seriji Teen Wolf, u drugoj sezoni, Džekson ima dva gospodara i obojica ga koriste za zločine koje žele počiniti, ali neuprljanih ruku. 

### Mogućnosti gospodara keneme
Gospodar keneme deli psihičku vezu sa menjačem oblika. Oboje formiraju, implementiraju i učvršćuju svoju natprirodnu vezu pritiskanjem dlanova zajedno. Gospodar može komunicirati sa menjačem oblika telepatski i može osetiti svog slugu i kad je kilometrima udaljen od njega. Takođe može pričati kroz menjača oblika uz korišćenje mentalne projekcije. Kada se kenema i gospodar dotaknu, dele iste strahove i sećanja. Takođe kenema ima istu ličnost i razmišljanje kao i njegov trenutni gospodar

## Mogućnost potpune mutacije
Kenema se može transformisati u potpunog vukodlaka onog trenutka kada shvati ko je zapravo. Dok je ljudsko biće, ono ne zna ni šta radi ni za koga. Menjač oblika je tu samo dok je njegov gospodar tu i dok upravlja njime. Kako bi kenema dovršio mutaciju vukodlaka mora se osvestiti dok je u tom obliku i doslovno "probuditi" i postati svestan. To se dešava kada gospodar umire ili raskida vezu sa kenemom i u tom trenutku drugo ljudsko biće dolazi u kontakt sa kenemom, odnosno mladim vukodlakom i budi svest u njemu. U seriji, u ovom slučaju do je bila Lidija Martin koja je Džeksonu izjavila da ga i dalje voli, u tom trenutku izvršena je potpuna mutacija mladog Beta vukodlaka.

## Spoljašnje veze
- Veb sajt - Teen Wolf Wiki
- Veb sajt - Teen Wolf fandom